# Wahlert (Wupper)
Der Bach Wahlert ist ein 280 Meter langer Zufluss der Wupper im Staatsforst Burgholz im Wuppertaler Stadtteil Cronenberg.

## Lage und Beschreibung
Der Bach Wahlert entspringt in 188 m ü. NN an der nördlichen Flanke des Jacobsbergs im Cronenberger Ortsteil Mitte westlich der gleichnamigen Ortslage Wahlert und fließt in westlicher Richtung zur Wupper. Sein Bachtal ist Teil der naturräumlichen Einheit Burgholzberge (Ordnungsnummer 338.051). Rund 280 Meter nach der Quelle unterquert er verrohrt die Landesstraße 74 und mündet dann auf 127 m ü. NN in die Wupper.